# Ministère des Affaires étrangères (Colombie)
Pour les articles homonymes, voir Ministère des Affaires étrangères.
Le ministère des Affaires étrangères (espagnol : Ministerio de Relaciones Exteriores) est le ministère colombien responsable des relations internationales, des missions diplomatiques et de la politique étrangère de l'État en Colombie.
La ministre actuelle est Rosa Yolanda Villavicencio, qui exerce la fonction par intérim depuis le 8 juillet 2025.